# Uniwersytet w Siedlcach

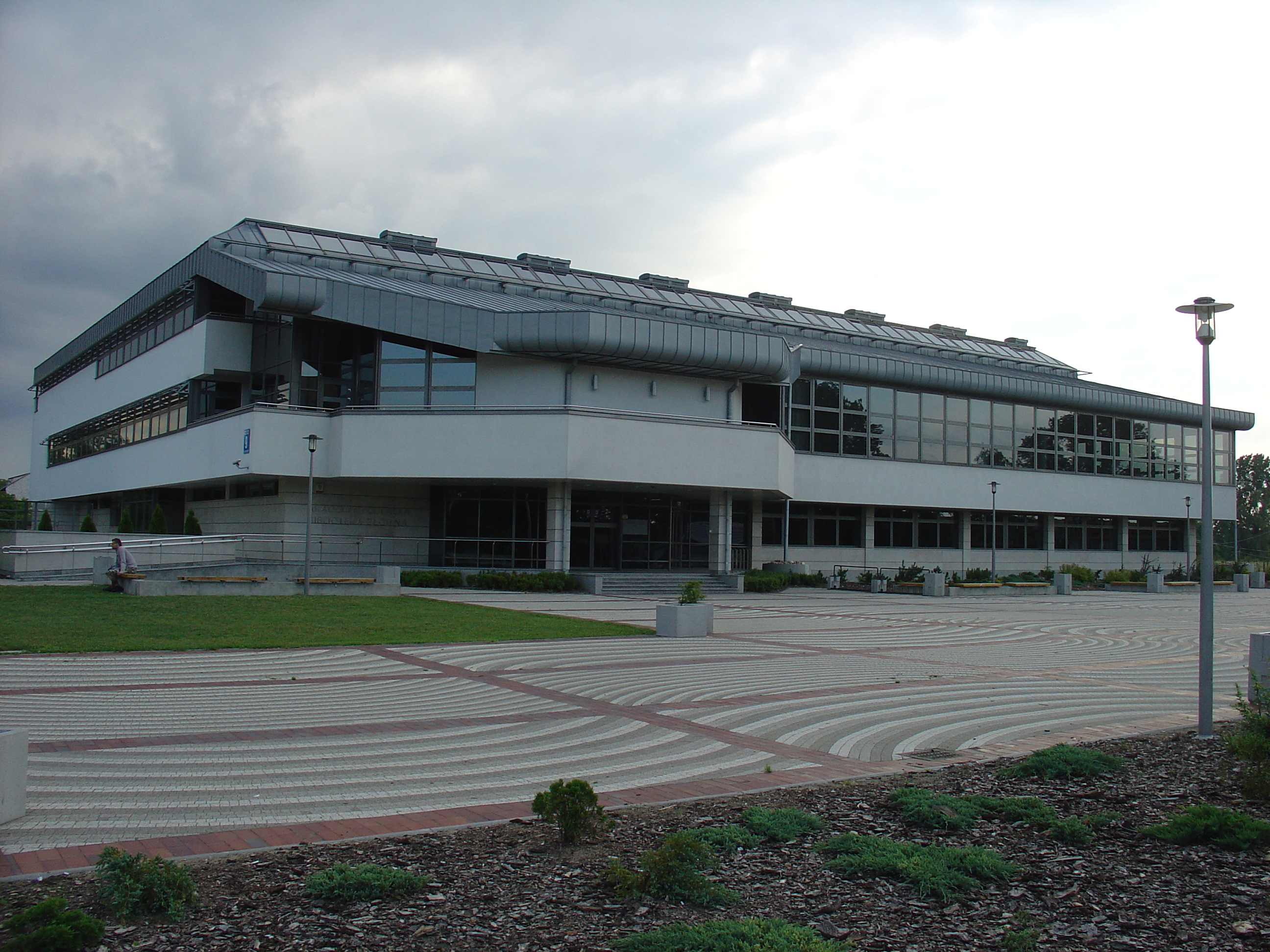
Biblioteka Główna UwS

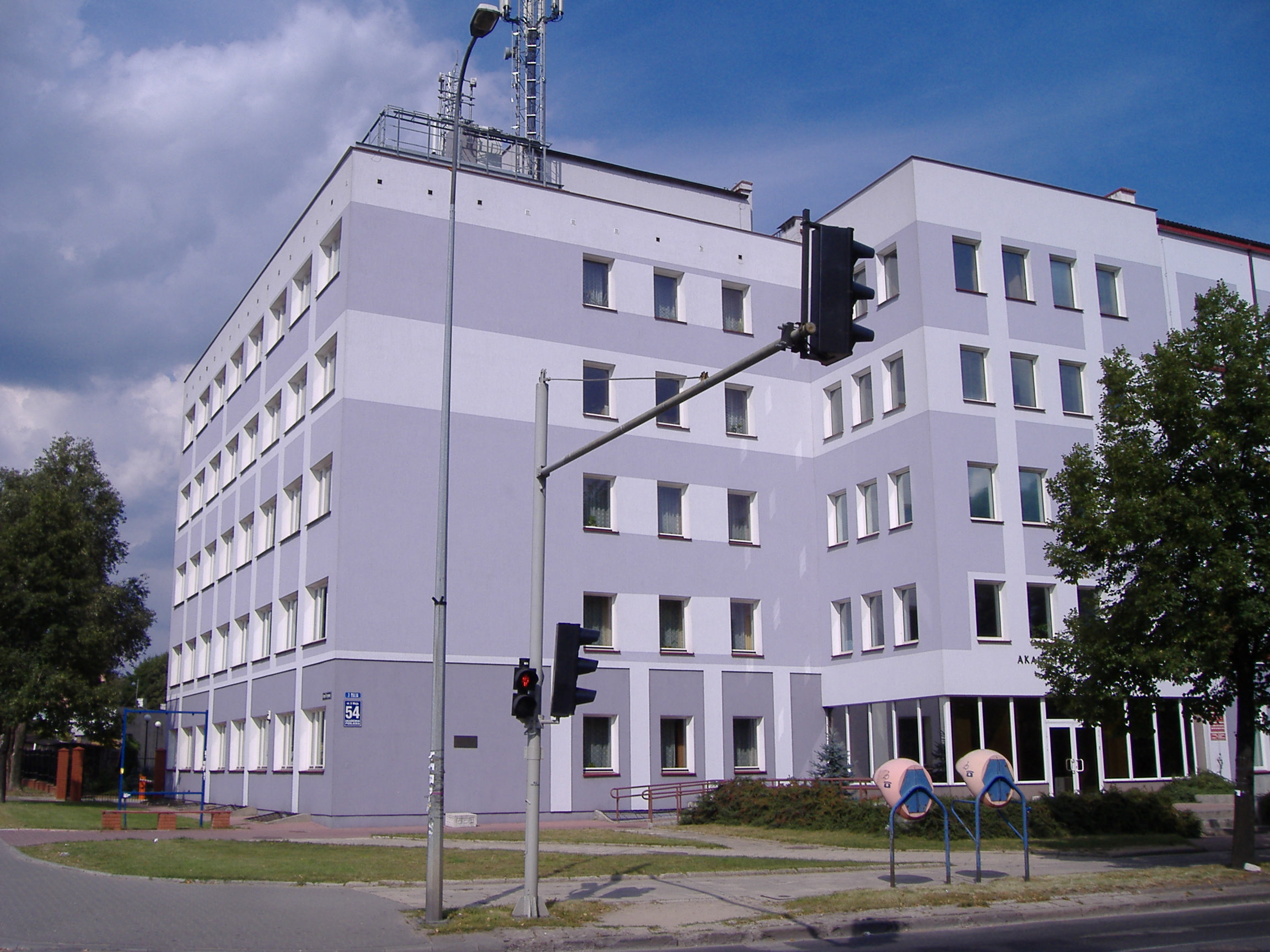
Wydział Nauk Ścisłych i Przyrodniczych UwS

Uniwersytet w Siedlcach, UwS – uczelnia publiczna założona w 1969 roku jako Wyższa Szkoła Nauczycielska (WSN). Potem kilkukrotnie zmieniała nazwę:
- Wyższa Szkoła Pedagogiczna w Siedlcach (WSP);
- Wyższa Szkoła Rolniczo-Pedagogiczna w Siedlcach (WSRP);
- Wyższa Szkoła Rolniczo-Pedagogiczna im. Georgiego Dymitrowa w Siedlcach (WSRP);
- Akademia Podlaska w Siedlcach (AP);
- Uniwersytet Przyrodniczo-Humanistyczny w Siedlcach (UPH) – do 30 września 2023 roku.

Uczelnia ta ma osobowość prawną, a jej siedzibą jest miasto Siedlce. W jej skład wchodzi pięć wydziałów, a w ich obrębie istnieją instytuty.

## Historia uczelni

### Wyższa Szkoła Nauczycielska (1969–1974)
Historia uczelni zaczęła się w 1969 i wyrasta z bogatej tradycji kształcenia w Siedlcach kadr pedagogicznych sięgającej 1916, kiedy to z inicjatywy Koła Polskiej Macierzy Szkolnej, zorganizowano w Siedlcach Roczny Kurs Nauczycielski. W następnych dziesięcioleciach działały w Siedlcach Seminarium Nauczycielskie, Zakład Szkolenia Nauczycieli, licea pedagogiczne i studium nauczycielskie. Z końcem lat 60. Siedlce stały się niekwestionowanym centrum szkolnictwa ponadpodstawowego na Południowym Podlasiu. W 4 liceach ogólnokształcących i 35 szkołach zawodowych różnego typu kształciło się ponad 7 tys. uczniów. W tym czasie region miał jeden z najniższych w kraju wskaźników nauczycieli z wyższym wykształceniem, szczególnie uczących na wsi. Na mapie szkolnictwa wyższego kraju między ośrodkami akademickimi zlokalizowanymi w Warszawie, Olsztynie, Białymstoku i Lublinie istniała ogromna pusta przestrzeń, w której centrum znajdowały się Siedlce. W tym samym czasie Ministerstwo Oświaty i Szkolnictwa Wyższego opracowywało koncepcje tworzenia 3-letnich wyższych szkół nauczycielskich przygotowujących kadry dla przyszłej 8-klasowej szkoły podstawowej. Stworzyło to dla mniejszych ośrodków ogromne szanse i możliwości, które Siedlce w pełni wykorzystały.
29 lipca 1969 powołana została Wyższa Szkoła Nauczycielska, która funkcjonowała do 1974. Pierwsza w dziejach miasta i historii Podlasia Zachodniego szkoła wyższa. Inicjatorów jej powołania, organizatorów i pierwszych pracowników nie zrażały trudności bazowe i kadrowe. Inicjatorzy: Tadeusz Cipkowski, Mieczysław Chmielewski, Eugeniusz Sabat, Eugeniusz Górecki, Mieczysław Dąbrowski oraz jej organizatorzy: doc. dr hab. Józef Kozłowski – pierwszy rektor, doc. dr Alina Suszko-Purzycka – pierwszy dziekan Wydziału Matematyczno-Przyrodniczego, doc. dr Wacław Wojtyński – pierwszy dziekan Wydziału Pedagogicznego. Administracją szkoły kierował mgr Mieczysław Dąbrowski. Powstałego w 1971 trzeciego Wydziału Humanistycznego pierwszym dziekanem został doc. dr Leopold Grzegorek. Z dyplomami ukończenia studiów wyższych WSN opuściło 853 absolwentów.

### Wyższa Szkoła Pedagogiczna (1974–1977)
Projektowana na początku lat 70. reforma systemu edukacji i wprowadzenia 10-letnich szkół powszechnych stworzyła kolejną szansę rozwoju siedleckiej uczelni. 20 sierpnia 1974 Wyższa Szkoła Nauczycielska w Siedlcach przekształcona została w Wyższą Szkołę Pedagogiczną, która funkcjonowała do 1977. Oznaczało to podniesienie statusu szkoły do rangi uczelni akademickiej z uprawnieniami kształcenia kadr pedagogicznych na poziomie magisterskim. Rektorem uczelni został doc. dr Jan Poliński, prorektorem ds. nauki – doc. dr inż. Seweryn Niraz, prorektorem ds. dydaktyki – doc. dr Mieczysław Dziekoński, dziekanem Wydziału Matematyczno-Przyrodniczego – doc. dr hab. Mieczysław Foryś, dziekanem Wydziału Pedagogicznego – doc. dr hab. Wacław Wojtyński, dziekanem Wydziału Humanistycznego – doc. dr Leopold Grzegorek. Dyrektorem administracyjnym był mgr Andrzej Tarasiuk. Dyplomy magistrów – absolwentów Wyższej Szkoły Pedagogicznej otrzymało 1194 osoby.

### Wyższa Szkoła Rolniczo-Pedagogiczna (w latach 1984–1993 Wyższa Szkoła Rolniczo-Pedagogiczna im. Georgiego Dymitrowa w Siedlcach) (1977–1999)
Kolejną reorganizację uczelnia przeszła w 1977. Z dniem 1 października 1977 Wyższa Szkoła Pedagogiczna w Siedlcach przekształcona została w Wyższą Szkołę Rolniczo-Pedagogiczną. Utworzono nowe kierunki studiów: rolnictwo i zootechnikę. Jednolity dotychczas pedagogiczny i humanistyczny profil szkoły został rozszerzony. Powstała jedyna wówczas w kraju i pozostała do dzisiaj uczelnia, która łączy humanistykę z dziedzinami typowo produkcyjnymi. Z chwilą utworzenia WSRP zmieniła się zasadniczo struktura siedleckiej uczelni. Rozwiązany został Wydział Humanistyczny i zlikwidowano kierunki studiów filologia polska i filologia rosyjska. Powołany został Wydział Rolniczy i dla jego potrzeb utworzono Rolniczy Zakład Doświadczalny z siedzibą w Mordach. W murach uczelni pojawili się nowi specjaliści. Powstały kolejne pracownie i laboratoria, wszczęto zupełnie nowe badania naukowe. Ta radykalna zmiana, zgodnie z obawami, zachwiała działalnością uczelni w tym sensie, że zlikwidowane zostały humanistyczne kierunki studiów, a rozwój naukowy w tej dziedzinie został zahamowany. Powiększała się natomiast baza, która z 13,5 tys. m² powierzchni dydaktycznej wzrosła do 40 tys. m². Pojawiła się nowa aparatura łącznie z egzemplarzami unikatowymi i szczególnie cennymi. Uczelnia została skomputeryzowana. Uzyskała dostęp do sieci NASK i Internet. Zbudowano łączącą obiekty jednolitą sieć światłowodową do transmisji komputerowej i łączności. Szkoła stała się znanym w kraju i za granicą ośrodkiem naukowym, jednak bez kierunków humanistycznych. Rozwinęła współpracę z wieloma krajowymi i 10 zagranicznymi uczelniami i ośrodkami naukowymi. Wzrosła liczebnie kadra pracowników naukowych. Liczba samodzielnych pracowników nauki wzrosła od 24 (1977) do 128, a doktorów z 26 do 172. W tym okresie siedlecka uczelnia uzyskała prawa nadawania stopnia naukowego doktora w 4 dziedzinach (dr nauk rolniczych w zakresie agronomii – 1986, w dr nauk rolniczych w zakresie zootechniki – 1990, dr nauk biologicznych w zakresie biologii – 1998, dr nauk chemicznych w zakresie chemii – 1999) i stopnia doktora habilitowanego w jednej (dr hab. nauk rolniczych w zakresie agronomii – 1996). Powstały nowe kierunki studiów wychodzące poza pedagogiczny i rolniczy profil kształcenia, nie było jednak – arbitralnie zlikwidowanych – kierunków humanistycznych. Rozszerzone zostały formy kształcenia o studia wieczorowe i eksternistyczne, a liczba studiów podyplomowych wzrosła z 2 do 24. Utworzone zostały dzienne studia doktoranckie. Liczba studentów wzrosła trzykrotnie.
W 1984 uczelni nadano imię bułgarskiego przywódcy komunistycznego Georgi Dymitrowa. W uroczystości uczestniczyli I Sekretarz KC PZPR Wojciech Jaruzelski i bułgarski Przewodniczący Rady Państwa Todor Żiwkow. Dymitrow patronem uczelni był do 1993. W 1991, wskutek długoletnich starań ludzi nauki, reaktywowany został Wydział Humanistyczny w miejsce rozwiązanego Wydziału Pedagogiki i Kultury Wsi oraz Instytutu Nauk Społecznych. Przywróciło to uczelni szansę na harmonijny rozwój.
Na początku lat dziewięćdziesiątych WSRP wprowadziła, jako jedyna wówczas w kraju, a nawet w państwach Europy środkowo-wschodniej, studia integracyjne dla osób niepełnosprawnych. Eksperyment rozpoczęty od kształcenia 4 osób niepełnosprawnych rozwinął się w system, a liczba studentów niepełnosprawnych wzrosła do 198 w roku akademickim 1998/99. Dzięki środkom z Państwowego Funduszu Rehabilitacji Osób Niepełnosprawnych usunięto bariery architektoniczne, utworzono pracownie ze specjalistyczną aparaturą, urządzono kompleks rehabilitacyjny.
W okresie Wyższej Szkoły Rolniczo-Pedagogicznej uczelnią kierowali kolejno rektorzy: doc. dr hab. Danuta Tyrawska-Spychałowa (1977–1981), prof. dr hab. Mieczysław Foryś (1981–1987), prof. dr hab. Jan Trętowski (1987–1990), prof. dr hab. Jerzy Marek Chmielewski (1990–1993), prof. dr hab. Lesław W. Szczerba (1993–1999; zasłużony dla idei kształcenia osób niepełnosprawnych). Ostatnim Rektorem Siedleckiej Uczelni pod wyżej wymienioną nazwą został prof. dr hab. Edward Pawłowski.
Poza tym uczelnią kierowali prorektorzy: dr inż. Seweryn Niraz, doc. dr Leopold Grzegorek, doc. dr Mieczysław Dziekoński, prof. dr hab. Janusz Maciejewski, doc. dr hab. Mieczysław Foryś, doc. dr hab. Stanisław Kalembasa, prof. dr hab. Eugeniusz Ćwikliński, prof. dr hab. Romualda Jabłońska-Ceglarek, doc. dr hab. Halina Jastrzębska-Smolaga, doc. dr hab. Antoni Jówko, prof. dr hab. Marian Wójciak, dr Jerzy Chaber, dr Tomasz Skrzyczyński, prof. dr hab. Mieczysław Węgrzyn, dr Andrzej Daniluk, prof. dr hab. Barbara Klocek, prof. dr hab. Feliks Ceglarek, dr Franciszek Gryciuk.

### Akademia Podlaska (1999–2010)
Od 1 października 1999 Wyższa Szkoła Rolniczo-Pedagogiczna w Siedlcach Ustawą Sejmową z dnia 10 kwietnia 1999 r. przekształcona została w Akademię Podlaską. Pierwszym Rektorem Akademii Podlaskiej na okres jednego roku został prof. dr hab. Andrzej Bohdan Radecki. Dynamiczny rozwój kadry i badań naukowym pozwolił uzyskać przez siedlecką uczelnię prawa nadawania stopnia naukowego doktora w 2 dziedzinach (dr nauk humanistycznych w zakresie historii – 2003, dr nauk wojskowych – 2009) i stopnia naukowego doktora habilitowanego (dr hab. nauk rolniczych w zakresie zootechniki – 2004). Kolejne kierunki starały się uzyskać uprawnienia doktorskie i habilitacyjne. Jednocześnie przygotowywany był wniosek o dokonanie zmiany w nazwie uczelni z akademii na uniwersytet „przymiotnikowy”. Docelowo w profilu uczelni miały pojawić się przymiotniki – humanistyczny oraz przyrodniczy.
W 2004 oddano do użytku nowy gmach Biblioteki Głównej, gdzie w nowoczesnych pomieszczeniach udostępnia się ponad 350 tys. woluminów.
W ciągu 30 lat siedlecka uczelnia z Wyższej Szkoły Nauczycielskiej zatrudniającej, w chwili powstania, 28 nauczycieli akademickich, z pierwszym naborem 180 studentów, rozwinęła się w uczelnię o pełnych prawach akademickich, w której kształci się ponad 9 tys. studentów, a kadra pracowników naukowych liczy ponad 500 osób. Ze szkoły o jednolitym profilu pedagogicznym rozwinęła się w uczelnię kształcącą humanistów (historyków i filologów), pedagogów, rolników, zootechników, specjalistów w zakresie zarządzania i marketingu, informatyków. Podjęła trud przygotowania kadr specjalistów w dwudziestu czterech specjalnościach studiów podyplomowych. Stała się w regionie ważnym ośrodkiem naukowym i kulturotwórczym. Jest istotnym czynnikiem miastotwórczym, bo w 77-tysięcznych Siedlcach 10 tys. stanowi społeczność akademicka. Z ponad 10 tys. absolwentów uczelni zdecydowana większość pracuje w mieście i regionie.

### Uniwersytet Przyrodniczo-Humanistyczny (2010–2023)
Staraniem kadry uczelni, władz lokalnych oraz parlamentarzystów powołano do istnienia Uniwersytet Przyrodniczo-Humanistyczny w Siedlcach. 23 lipca 2010 Sejm RP przyjął ustawę o nadaniu Akademii Podlaskiej nazwy Uniwersytet Przyrodniczo-Humanistyczny. Posłem sprawozdawcą była Teresa Wargocka. Sejm uchwałę podjął jednomyślnie. Za głosowało 408 parlamentarzystów. Nikt nie był przeciw ani nie wstrzymał się od głosu. 13 sierpnia 2010 Prezydent Rzeczypospolitej Polskiej Bronisław Komorowski podpisał ustawę o przekształceniu Akademii Podlaskiej w Uniwersytet Przyrodniczo-Humanistyczny.

### Uniwersytet w Siedlcach (od 2023)
22 sierpnia 2023 w Dzienniku Ustaw (Dz.U. z 2023 r. poz. 1672) opublikowano ustawę zawierającą zapis, który nadaje z dniem 1 października 2023 nową nazwę uczelni – Uniwersytet w Siedlcach, włączając uczelnię do grona uniwersytetów klasycznych w rozumieniu art. 16 ustawy z dnia 20 lipca 2018 r. Prawo o szkolnictwie wyższym i nauce.

## Wydziały

### Wydział Nauk Humanistycznych
1. Instytut Historii
2. Instytut Językoznawstwa i Literaturoznawstwa
3. Pracownia Sztuki

### Wydział Nauk Medycznych i Nauk o Zdrowiu
1. Instytut Nauk o Zdrowiu
2. Poradnia Dietetyczno-Żywieniowa
3. Centrum Symulacji Medycznych

### Wydział Nauk Rolniczych
1. Instytut Rolnictwa i Ogrodnictwa
2. Instytut Zootechniki i Rybactwa

### Wydział Nauk Społecznych
1. Instytut Nauk o Bezpieczeństwie
2. Instytut Nauk o Polityce i Administracji
3. Instytut Nauk o Zarządzaniu i Jakości
4. Instytut Pedagogiki

### Wydział Nauk Ścisłych i Przyrodniczych
1. Instytut Informatyki
2. Instytut Matematyki
3. Instytut Nauk Biologicznych
4. Instytut Nauk Chemicznych

### Pozostałe jednostki
1. Archiwum Uniwersytetu
2. Biblioteka Główna UwS
3. Centrum Badań Bezpieczeństwa Uczestników Transportu
4. Centrum Badań Regionalnych
5. Centrum Inkluzji Społecznej
6. Centrum Języków Obcych
7. Centrum Kształcenia i Rehabilitacji Osób z Niepełnosprawnościami
8. Centrum Kursów i Szkoleń
9. Centrum Sportu i Rekreacji  i Ośrodek Jeździecki
10. Centrum Symulacji Medycznych
11. Ośrodek Języka Polskiego i Kultury Polskiej
12. Ośrodek Logopedyczny
  - Centrum Diagnozy i Terapii Logopedycznej
  - Studencka Poradnia Logopedyczna
13. Poradnia Dietetyczno-Żywieniowa
14. Szkoła Letnia Języka i Kultury Polskiej „Polonicum”
15. Transdyscyplinarne Centrum Badania Problemów Bezpieczeństwa im. prof. K. Bogdańskiego
16. Uczelniany Ośrodek Kultury
17. Wydawnictwo Naukowe UPH / Sklep Wydawnictwa Naukowego UwS

## Kierunki kształcenia
Uczelnia obecnie (r. akad. 2021/22) daje możliwość podjęcia studiów na 41 kierunkach pierwszego i drugiego stopnia oraz jednolitych studiach magisterskich prowadzonych w ramach pięciu wydziałów.
- Wydział Nauk Humanistycznych
  - edukacja artystyczna w zakresie sztuk plastycznych
  - filologia
  - filologia polska
  - historia
  - logopedia z audiologią (studia I stopnia)
  - logopedia (studia II stopnia)
- Wydział Nauk Społecznych
  - administracja
  - bezpieczeństwo informacyjne
  - bezpieczeństwo narodowe
  - bezpieczeństwo wewnętrzne
  - geopolityka i studia strategiczne
  - kryminologia
  - logistyka
  - management (studia stacjonarne II stopnia)
  - national security (studia stacjonarne II stopnia)
  - pedagogika
  - pedagogika specjalna
  - pedagogika przedszkolna i wczesnoszkolna
  - prawo
  - zarządzanie
- Wydział Nauk Ścisłych i Przyrodniczych
  - analityka z diagnostyką molekularną
  - biologia
  - biologia nauczycielska
  - biologia sądowa
  - chemia
  - ekologia i środowisko
  - informatyka
  - inżynieria procesów technologicznych
  - matematyka
  - mathematics (studia stacjonarne II stopnia)
- Wydział Agrobioinżynierii i Nauk o Zwierzętach
  - agroleśnictwo
  - gospodarka przestrzenna
  - rolnictwo
  - zoopsychologia z animaloterapią
  - zootechnika

- Wydział Nauk Medycznych i Nauk o Zdrowiu
  - dietetyka
  - gastronomia i hotelarstwo
  - kosmetologia
  - pielęgniarstwo
  - ratownictwo medyczne
  - turystyka i rekreacja

W Szkole Doktorskiej Uniwersytet prowadzi kształcenie w sześciu dyscyplinach:
- nauki biologiczne
- nauki chemiczne
- historia
- nauki o bezpieczeństwie
- rolnictwo i ogrodnictwo
- zootechnika i rybactwo

### Studia podyplomowe
Uniwersytet Przyrodniczo-Humanistyczny prowadzi również studia podyplomowe.

## Uprawnienia do nadawania stopnia naukowego
- Uczelnia posiada uprawnienia stopnia: 
  - doktora nauk humanistycznych w zakresie historii
  - doktora nauk społecznych w zakresie nauki o bezpieczeństwie
  - doktora nauk chemicznych w zakresie chemii
  - doktora nauk biologicznych w zakresie biologii
  - doktora nauk rolniczych w zakresie:
    - agronomii
    - zootechniki

  - doktora habilitowanego nauk społecznych w zakresie nauki o bezpieczeństwie
  - doktora habilitowanego nauk biologicznych w zakresie biologii
  - doktora habilitowanego nauk rolniczych w zakresie:
    - agronomii
    - zootechniki

## Władze uczelni

### Rektorzy i prorektorzy
- 1969–1972 Wyższa Szkoła Nauczycielska
  - Rektor – doc. dr hab. Józef Kozłowski
- 1972–1974 Wyższa Szkoła Nauczycielska
  - Rektor – doc. dr Jan Poliński
  - Prorektor ds. Nauczania – doc. dr inż. Seweryn Niraz (od 1.01.1973)
- 1974–1976 Wyższa Szkoła Pedagogiczna
  - Rektor – doc. dr Jan Poliński
  - Prorektor ds. Dydaktyczno-Wychowawczych – doc. dr inż. Seweryn Niraz (do 31.08.1975)
  - Prorektor ds. Dydaktyczno-Wychowawczych – doc. dr Mieczysław Dziekoński (od 1.03.1975)
- 1976–1977 Wyższa Szkoła Pedagogiczna
  - Rektor – doc. dr hab. Danuta Tyrawska-Spychałowa
  - Prorektor ds. Dydaktyczno-Wychowawczych – doc. dr Mieczysław Dziekoński (do 30.11.1976)
  - Prorektor ds. Dydaktyczno-Wychowawczych – doc. dr Leopold Grzegorek (od 1.12.1976)
  - Prorektor ds. Nauki – doc. dr Mieczysław Dziekoński (od 1.12.1976)
- 1977–1981 Wyższa Szkoła Rolniczo-Pedagogiczna
  - Rektor – doc. dr hab. Danuta Tyrawska-Spychałowa
  - Prorektor ds. Dydaktyczno-Wychowawczych – doc. dr Leopold Grzegorek (do 31.08.1978)
  - Prorektor ds. Dydaktyki i Wychowania – prof. dr hab. Stanisław Kalembasa (od 1.09.1978)
  - Prorektor ds. Nauki – prof. dr hab. Janusz Maciejowski (do 1.09.1978)
  - Prorektor ds. Nauki – prof. dr hab. Mieczysław Foryś (od 1.10.1978)
- 1981–1984 Wyższa Szkoła Rolniczo-Pedagogiczna
  - Rektor – prof. dr hab. Mieczysław Foryś
  - Prorektor ds. Nauki – prof. dr hab. Stanisław Kalembasa
  - Prorektor ds. Dydaktyki i Wychowania – prof. dr hab. Eugeniusz Ćwikliński
- 1984–1987 Wyższa Szkoła Rolniczo-Pedagogiczna
  - Rektor – prof. dr hab. Mieczysław Foryś
  - Prorektor ds. Nauki – prof. dr hab. Romualda Jabłońska-Ceglarek
  - Prorektor ds. Dydaktyki i Wychowania – prof. dr hab. Eugeniusz Ćwikliński
  - Prorektor ds. RZD – prof. dr hab. Marian Wójciak
- 1987–1990 Wyższa Szkoła Rolniczo-Pedagogiczna
  - Rektor – prof. dr hab. Jan Trętowski
  - Prorektor ds. Nauki – doc. dr hab. Antoni Jówko
  - Prorektor ds. Dydaktyki i Wychowania – doc. dr hab. Halina Jastrzębska-Smolaga
  - Prorektor ds. RZD – prof. dr hab. Marian Wójciak
- 1990–1993 Wyższa Szkoła Rolniczo-Pedagogiczna
  - Rektor – prof. dr hab. Jerzy Chmielewski
  - Prorektor ds. Nauki – prof. dr hab. Mieczysław Węgrzyn
  - Prorektor ds. Dydaktyki i Wychowania – dr Tomasz Skrzyczyński
  - Prorektor ds. Rozwoju Uczelni – dr Jerzy Chaber
- 1993–1996 Wyższa Szkoła Rolniczo-Pedagogiczna
  - Rektor – prof. dr hab. Lesław Szczerba
  - Prorektor ds. Nauki – prof. dr hab. Barbara Klocek
  - Prorektor ds. Dydaktyki i Wychowania – dr Andrzej Daniluk
  - Prorektor ds. Rozwoju Uczelni – prof. dr hab. Feliks Ceglarek
- 1996–1999 Wyższa Szkoła Rolniczo-Pedagogiczna
  - Rektor – prof. dr hab. Lesław Szczerba
  - Prorektor ds. Nauki – prof. dr hab. Barbara Klocek
  - Prorektor ds. Dydaktyki – dr Andrzej Daniluk
  - Prorektor ds. Organizacyjnych – dr Franciszek Gryciuk
- 1999 Wyższa Szkoła Rolniczo-Pedagogiczna
  - Rektor – prof. dr hab. Edward Pawłowski
  - Prorektor ds. Nauki – prof. dr hab. Antoni Jówko
  - Prorektor ds. Dydaktyki – dr hab. inż. Kazimierz Jankowski
  - Prorektor ds. Organizacji i Rozwoju – dr hab. Stanisław Kondracki
- 1999–2000 Akademia Podlaska
  - Rektor – prof. dr hab. Andrzej Radecki
  - Prorektor ds. Nauki – prof. dr hab. Antoni Jówko
  - Prorektor ds. Dydaktyki – dr hab. inż. Kazimierz Jankowski
  - Prorektor ds. Organizacji i Rozwoju – dr hab. Stanisław Kondracki
- 2000–2002 Akademia Podlaska
  - Rektor – prof. dr hab. Antoni Jówko
  - Prorektor ds. Nauki – prof. dr hab. Edward Pawłowski
  - Prorektor ds. Dydaktyki – dr hab. inż. Kazimierz Jankowski
  - Prorektor ds. Rozwoju i Współpracy – prof. dr hab. Andrzej Rykowski
- 2002–2005 Akademia Podlaska
  - Rektor – prof. dr hab. Antoni Jówko
  - Prorektor ds. Nauki – prof. dr hab. Edward Pawłowski
  - Prorektor ds. Dydaktyki – prof. dr hab. inż. Kazimierz Jankowski
  - Prorektor ds. Rozwoju i Współpracy – prof. dr hab. Andrzej Rykowski
- 2005–2008 Akademia Podlaska
  - Rektor – prof. dr hab. Edward Pawłowski
  - Prorektor ds. Nauki – prof. dr hab. Antoni Jówko
  - Prorektor ds. Dydaktyki i Wychowania – dr Ryszard Droba
  - Prorektor ds. Organizacji i Rozwoju – prof. dr hab. Stanisław Kondracki
- 2008–2010 Akademia Podlaska, 2010–2012 Uniwersytet Przyrodniczo-Humanistyczny
  - Rektor – prof. dr hab. Antoni Jówko
  - Prorektor ds. Nauki – prof. dr hab. inż. Kazimierz Jankowski
  - Prorektor ds. Dydaktyki i Wychowania – dr Ryszard Droba
  - Prorektor ds. Organizacji i Rozwoju – dr hab. Tamara Zacharuk
- 2012–2016 Uniwersytet Przyrodniczo-Humanistyczny
  - Rektor – dr hab. Tamara Zacharuk
  - Prorektor ds. Nauki – prof. dr hab. inż. Kazimierz Jankowski
  - Prorektor ds. Dydaktyki i Wychowania – dr hab. inż. Barbara Gąsiorowska
  - Prorektor ds. Organizacji i Rozwoju – dr hab. inż. Zbigniew Karczmarzyk

- 2016–2020 Uniwersytet Przyrodniczo-Humanistyczny
  - Rektor – dr hab. Tamara Zacharuk
  - Prorektor ds. Nauki – dr hab. Mirosław Minkina
  - Prorektor ds. Studiów – dr hab. Anna Charuta
  - Prorektor ds. Rozwoju – dr hab. inż. Zbigniew Karczmarzyk
- 2020–2024 Uniwersytet Przyrodniczo-Humanistyczny oraz Uniwersytet w Siedlcach[7]
  - Rektor – prof. dr hab. Mirosław Minkina
  - Prorektor ds. nauki i współpracy z zagranicą – dr hab. inż. Zbigniew Karczmarzyk
  - Prorektor ds. studiów – prof. dr hab. Marek Gugała

## Doktorzy honoris causa
- prof. dr hab. Zygmunt Litwińczuk (Uniwersytet Przyrodniczy w Lublinie) – 21.05.2008
- prof. dr hab. Andrzej Dubas – 21.05.2014[8]
- JE ks. dr bp, dr h.c. Henryk Tomasik – 25.02.2015
- Prof. dr hab. Zbigniew Tadeusz Dąbrowski, dr h.c. (Szkoła Główna Gospodarstwa Wiejskiego w Warszawie) – 17. 02.2016
- Prof. dr hab. Wojciech Budzyński, dr h.c. (Uniwersytet Warmińsko-Mazurski w Olsztynie) – 30.03.2016
- Prof. dr hab. Jan Jankowski, dr h.c. (Uniwersytet Warmińsko-Mazurski w Olsztynie) – 27.02.2019

## Działalność studencka
Na uniwersytecie studenci prowadzą aktywną działalność w ramach licznych organizacji studenckich oraz kół naukowych. Czasopismem studentów jest „Kuryer Uniwersytecki”. Prawie co roku odbywają się juwenalia, znane tu pod nazwą Jackonaliów. W strukturze działa również Uczelniany Ośrodek Kultury.